# Dastan Satpaev
Dastan Satpaev (Almatý, 12 de agosto de 2008) es un futbolista kazajo que juega en la demarcación de delantero para el FC Kairat Almaty de la Liga Premier de Kazajistán.

## Selección nacional
Tras jugar en las categorías inferiores de la selección, finalmente hizo su debut con la selección de Kazajistán el 19 de marzo de 2025 en un encuentro amistoso contra Curazao que finalizó con un resultado de 0-2 a favor del combinado kazajo tras los goles de Maksim Samorodov y Askhat Tagybergen.

## Clubes
| Club                       | País       | Año   | Partidos | Goles |
| -------------------------- | ---------- | ----- | -------- | ----- |
| FC Kairat-Zhastar (cedido) | Kazajistán | 2024  | 5        | 1     |
| FC Kairat Almaty           | Kazajistán | 2024- | 28       | 12    |

## Palmarés

### Títulos nacionales
| Título                  | Club             | País       | Año  |
| ----------------------- | ---------------- | ---------- | ---- |
| Supercopa de Kazajistán | FC Kairat Almaty | Kazajistán | 2025 |